# Droit personnel
Le droit personnel, ou droit de créance (claim en anglais, Anspruch en allemand) est le droit d'exiger d'une personne, le débiteur, une obligation quelconque, que détient le créancier.
Il s'oppose au droit réel. Ce droit permet au créancier d'exiger du débiteur l'exécution d'une obligation.
Du point de vue du créancier, il s'agit à proprement parler de droit de créance. Du point de vue du débiteur, il s'agit d'obligation. Les droits de créance sont dits subjectifs, civils, patrimoniaux et relatifs.
La notion de droit personnel est abordée en droit des biens, en droit des obligations et dans les questions relatives au patrimoine.
On parle aussi de droit personnel pour désigner les Codes de statut personnel et ce qui se réfère aux dispositions habituellement réglées par ces codes (principalement droit du mariage et droit des successions). 
Dans les pays où il n'existe pas de mariage civil et donc pas de législation généraliste et universelle en matière de mariage, de divorce et de succession (Maroc, Égypte, Israël, Jordanie, Liban, Iran etc.), chaque communauté confessionnelle reconnue dispose de son propre code de statut personnel et de ses propres tribunaux chargés de gérer les conflits en ces matières pour ses fidèles. Il s'agit d'une survivance du système du millet ottoman et de ses équivalents au Maroc et en Iran, fondés sur les préceptes musulmans reconnaissant certaines minorités religieuses (Ahl al-kitâb).